# Martin Durkin
Martin Richard Durkin (n. 23 de enero de 1962) es un productor y director de televisión británico, más conocido por sus documentales para la televisión en Channel 4 (Canal 4) en el Reino Unido. También es el fundador y presidente de WAG TV, una compañía de producción de televisión independiente con sede en Londres. Ha sido director, productor y productor ejecutivo de varios programas que incluyen arte, ciencia, historia, entretenimiento, películas para la TV y documentales sociales. Varios de sus documentales han causado controversias, especialmente los que son críticos del movimiento ambientalista. Ha sido descrito como "la escoria de los verdes". y "una de las figuras favoritas de odiar de los ambientalistas".

## Obras importantes

### Como director

#### Against Nature
En 1997, Channel 4 sacó al aire la serie de documentales de Durkin titulada Against Nature (lit. En Contra de la Naturaleza), en el cual critica al movimiento ambientalista por ser una amenaza a la libertad personal y por perjudicar el desarrollo económico.
El en ese entonces ente regulador de la televisión en el Reino Unido, la Independent Television Commission recibió 151 quejas por parte de televidentes y entrevistados en el programa, cuatro de ellas finalmente aceptadas. En su reporte sobre la serie, la ITC rechazó 147 quejas que principalmente se enfocaban con cuestiones de imparcialidad y tergiversación, indicando que "la línea de los programas que las ideologías verdes era, al menos en ciertos aspectos, abiertas a la crítica tanto en cuestiones humanitarias como científicas, era un enfoque válido". También se indicó que los ambientalistas recibieron una oportunidad para mostrar su lado de la historia en los debates televisados que tuvieron lugar luego de la transmisión.
La ITC indicó que las cuatro quejas fueron sostenidas porque "los programas incumplieron el Código de Programas al no explicar adecuadamente a los entrevistados la naturaleza del programa, y la forma en la que sus contribuciones fueron editadas". Por estas razones, Canal 4 luego emitió una disculpa pública en horario estelar. Según The Independent, Durkin "aceptó el cargo de engañar a los entrevistados en cuestión, pero describió el veredicto de distorsión como una 'completa tontería'".

#### Equinox
Durkin también produjo 2 documentales para la serie de ciencia de Channel 4 Equinox. En 1998 produjo "Storm in a D-Cup" (lit. Tormenta en una Copa D), en donde argumentó - antes que algunas autoridades nacionales de salud- que los peligros médicos de los implantes de seno de silicona habían sido exagerados por razones políticas e incluso haciendo notar que existe evidencia que los implantes incluso pueden traer consigo beneficios médicos; y en el año 2000 produjo The Rise and Fall of GM (lit. El Auge y la Caída de los GM).
El documental de 1998 sobre los implantes de senos fue desarrollado originalmente para la BBC pero eventualmente fue producido para Channel 4 luego de que la BBC rechazó comisionarlo; el investigador interno de la BBC concluyó que Durkin había ignorado evidencia que contradecía sus aserciones en el programa.

#### La gran farsa del calentamiento global
The Great Global Warming Swindle (lit. La gran farsa del calentamiento global) fue un documental de 2007 que fue estrenado en Channel 4 en el Reino Unido el 8 de marzo de 2007 y posteriormente fue criticado por el ente regulador de la prensa británica, Ofcom. El documental presenta a científicos y otros que se muestran escépticos de que el calentamiento global sea causado por el ser humano. Se enfoca en las presiones políticas de aquellos que critican las supuestas causas antropogénicas del calentamiento global, algunas de las razones por la amplia aceptación de este punto de vista y los factores que llevaron a su desarrollo original. El filme también entrevista a escépticos que son críticos de políticas ambientalistas que ven como barreras a que los países del tercer mundo se industrialicen. El documental ha sido objeto de muchas quejas por parte de algunas personas de la comunidad científica, citando numerosos errores y aseveraciones tramposas. El profesor Carl Wunsch que había participado del documental luego repudió al mismo, y lo describió como 'lo más cercano a propaganda desde la Segunda Guerra Mundial'. Durkin respondió diciendo que Wunsch había sido informado en forma explícita la naturaleza del programa pero que ahora parecía haber vuelto sobre sus pasos.
El documental fue aclamado por críticos del consenso científico sobre el calentamiento global, entre ellos Andrew Bolt, Dominic Lawson y Steven Milloy, y la obra de Durkin ha sido defendida en una entrevista en Spiked.
El filme recibió el premio a Mejor Documental en el Io Isabella Film Festival y estuvo nominado para Mejor Documental en los British television industry de 2008.
Un dictamen oficial emitido el 21 de julio de 2008 por el regulador de medios británicos Ofcom encontró que el programa "no cumplió con sus obligaciones de ser imparcial y reflejar una gama de opiniones sobre temas controversiales". Aceptó las quejas de Sir David King, indicando que sus posiciones fueron tergiversadas, y Carl Wunsch, con el argumento de que había sido engañado sobre la intención del programa, y que el programa dio la impresión de que Wunsch estaba de acuerdo con el punto de vista del mismo sobre el cambio climático. No obstante, el regulador dijo que debido a que "la conexión entre la actividad humana y el calentamiento global... fue cerrada antes de marzo de 2007" la audiencia no fue "materialmente engañada para causar daño u ofensa". Ofcom declinó comentar sobre la veracidad del programa, diciendo que "No está dentro de las capacidades o jurisdicción de Ofcom, en este caso como regulador de la 'industria de comunicaciones' el establecer o buscar adjudicar sobre 'hechos' como si el calentamiento global es un fenómeno causado por el hombre". La película también ha sido criticada por presentar sólo una reconstrucción de la Irradiancia Solar Total (IST), la de Hoyt y Schatten (1993). que ha sido inequívocamente desacreditada debido a un análisis defectuoso. La aparente concordancia entre la reconstrucción HS93 TSI y el registro de temperatura de la Tierra se reconoce ahora como un artefacto de metodología defectuosa En consecuencia, la afirmación de la película de que la variabilidad solar puede explicar el reciente aumento de las temperaturas globales no es válida

#### Britain's Trillion Pound Horror Story
En 2010 Durkin hizo un documental titulado Britain's Trillion Pound Horror Story para Channel 4. Más que todo enfocado en deuda nacional del Reino Unido, el documental argumenta a favor de impuestos más bajos, un sector público más pequeño y una economía de libre mercado. El documental indica que el éxito económico y social de Hong Kong es atribuible al no intervencionismo positivo implementado en 1971 por John James Cowperthwaite, diciendo que se había convertido en el "Manhattan de Asia". En el filme Durkin argumenta que un aumento del gasto público atrofiará la economía en lugar de revivirla. Incluye apariciones de Nigel Lawson, Geoffrey Howe, Brendan Barber y Alastair Darling.

### Como productor ejecutivo
Durkin también ha sido productor ejecutivo de un amplio rango de programas. Entre las más importantes se encuentra: The Naked Pilgrim, una bitácora de viaje que sigue al crítico de arte Brian Sewell en un peregrinaje a Santiago de Compostela; producido por el Canal 5 del Reino Unido, el documental ganó el premio Sandfod St. Martin Trust por mejor filme en 2004; Face of Britain para el Canal 4, una serie de tres partes presentada por Neil Oliver, la cual habla sobre el proyecto de ADN del Wellcome Trust que categoriza las raíces de varias comunidades británicas; How Do They Do It?, una serie de ingeniería para el Discovery Channel; Secret Intersex, una serie dedos partes sobre intersexualidad para el Canal 4, la cual fue nominada para Mejor Programa de Ciencia en 2004 en los premios de la Royal Television Society.